# 加登豊
加登 豊（かと ゆたか，1953年 - ）は，日本の会計学者。専攻は、管理会計・原価計算。学位は、博士（経営学）（神戸大学・1992年）。神戸大学名誉教授。同志社大学教授。バンドー化学株式会社取締役（2010年-）・神戸大学大学院経営学研究科長兼経営学部長（2008年4月-2010年3月）・日本原価計算研究学会学会長（2007年-2009年）・公認会計士試験問題作成委員（2006年-2008年度）を歴任。兵庫県西宮市生まれ。
溝口一雄（神戸大学管理会計学原価計算論講座）門下。兄弟子・小林哲夫の後継として講座を引き継ぐ。同門同期に、浅田孝幸（元大阪大学大学院経済学研究科）・小倉昇（元筑波大学ビジネス科学研究科）・中田範夫（山口大学経済学部）など。神戸大学における加登豊の後継は門下生・梶原武久。

## 略歴
- 1972年　甲陽学院中学校・高等学校卒業
- 1976年　神戸大学経営学部卒業
- 1978年　神戸大学大学院経営学研究科博士課程前期課程修了
- 1978年　大阪府立大学経営学部助手。その後，講師，助教授を経て
- 1988年　神戸大学経営学部助教授
- 1997年　神戸大学経営学部教授
- 1999年　神戸大学大学院経営学研究科教授
- 2006年　日本原価計算研究学会会長[1]
- 2008年　神戸大学大学院経営学研究科研究科長（経営学部学部長），（～2010年3月まで）
- 2012年　同志社大学大学院ビジネス研究科教授

## 博士課程後期課程を修了した主な門下生
()内は，現在教鞭をとっている研究・教育機関。
- 李建 （追手門学院大学）
- 島吉伸 （近畿大学）
- 吉田栄介 （慶應義塾大学）
- 朴鏡杓 （香川大学）
- 松木智子 （帝塚山大学）
- 河合隆治 （同志社大学）
- 坂口順也 （名古屋大学）
- 藤田智丈 （山口大学）
- 山田伊知郎 （桃山学院大学）
- 橋元理恵 （北海商科大学）
- 大浦啓輔 （立命館大学）
- 新井康平 （大阪府立大学）
- 北尾信夫 （関西外国語大学）

また，博士後期課程を修了せずに研究者となったものは下記のとおり。()内は，現在教鞭をとっている研究・教育機関。
- 梶原武久 （神戸大学）
- Chris Akroyd （Oregon State University）
- 定藤繁樹 （関西学院大学）

## 主要著作

### 単著
- 『管理会計研究の系譜―計量的意思決定モデルから意思決定支援システムへ』 （税務経理協会，1989年）　ISBN 4419012099
- 『管理会計入門』 （日本経済新聞社，1999年）　ISBN 4532107946
- 『原価企画―戦略的コストマネジメント』 （日本経済新聞社，1993年）　ISBN 4532130484

### 編著
- 『管理会計研究のフロンティア』 （中央経済社，2010年）　ISBN 978-4-502-23110-0
- 『インサイト管理会計』 （中央経済社，2008年）　ISBN 4502286605
- 『インサイト原価計算』 （中央経済社，2008年）　ISBN 4502286702

### 共著
- 『原価計算の知識』 （山本浩二（大阪府立大学教授）と共著，日本経済新聞社，1996年）　ISBN 4532107377
- 『ケースブック コストマネジメント』 （李建と共著，新世社，2001年）　ISBN 4883840301

### 監訳
- 『経営パワー大全 ― 最強起業家に学ぶ、戦略と実行のマネジメント』 （ジョセフ・ボイエット(著)，ジミー・ボイエット(著)，金井壽宏(監訳)，大川修二(訳)，日本経済新聞社，2003年）　ISBN 4532310466